# プラトン社

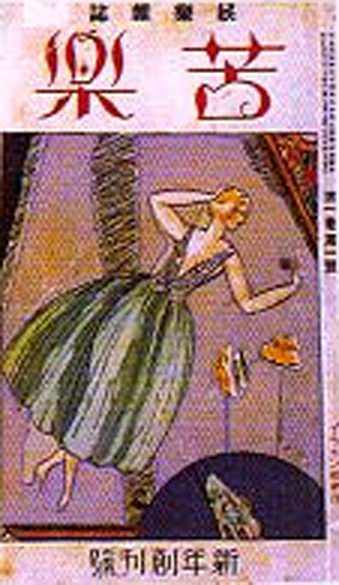
『苦楽』新年創刊号（第1巻第1号）1924年1月1日発行

プラトン社（プラトンしゃ、1922年設立 - 1928年廃業）は、かつて存在した日本の出版社である。大阪市の化粧品会社「中山太陽堂」（現・クラブコスメチックス）が設立した。

## データ
- 商号 プラトン社
- 代表 中山豊三
- 本店 
  1. 大阪市東区谷町五丁目乙20番地（現在の同市中央区谷町五丁目）
  2. 大阪市北区真砂町 堂島ビルヂング4階（現在の同市同区西天満二丁目6-8）
  3. 大阪市南区馬淵町（現在の同市浪速区恵美須西）
  4. 東京市麹町区丸の内 丸ノ内ビルヂング（現在の東京都千代田区丸の内二丁目4-1）
  5. 東京市麹町区内幸町 太平ビル別館（現在の東京都千代田区内幸町）
- 支局
  1. 東京市京橋区五郎兵衛町22番地（現在の東京都中央区八重洲二丁目）
  2. 東京市麹町区丸の内 丸ノ内ビルヂング（現在の東京都千代田区丸の内二丁目4-1）
  3. 大阪市東区備後町 堺筋野村ビルディング（現在の同市中央区備後町）

## 略歴・概要
1922年（大正11年）、化粧品会社の中山太陽堂は、自社の広報誌を作る計画で、元大阪朝日新聞記者だった松阪青渓（松阪寅之助）が所有する『女学生画報』編集部を買収してプラトン社を設立。
中山太陽堂を後ろ盾にし、女性を読者層にねらった斬新な文芸雑誌として、1922年（大正11年）5月に『女性』、1923年（大正14年）12月に『苦楽』の2誌を創刊した。社長は中山豊三、副社長はその義弟の河中作造であった。当初の谷町の地番は、河中の自宅住所だった。
小山内薫が会社の運営に関与し、『女性』の編集を担当、『苦楽』の編集に直木三十五（当時「直木三十二」）、川口松太郎らが携わっていた。また単行本も月1冊程度のペースで刊行。両誌と単行本に山六郎、山名文夫、岩田専太郎らを起用した華麗なデザインは一世を風靡し、いわゆる大正モダニズム、阪神間モダニズムの勃興に多大な影響を与えたとされる。おもな執筆者は、泉鏡花、大佛次郎、谷崎潤一郎、武者小路実篤、与謝野晶子ら、非常勤編集者に藤澤清造がいた。
中山太陽堂は、1923年（大正12年）7月に竣工した堂島ビルヂングの御堂筋に面する105号室を借りて営業を行い、「クラブ石鹸」「クラブ白粉」の屋上広告を設置していた。また、翌1924年（大正13年）に堂島ビルヂング5階の全フロアを借りて、「婦人文化、家庭文化の向上、児童の健全育成、宗教による精神文化の向上」を目的として、研究機関「中山文化研究所」を開設し、初代所長に医学博士・文学博士の富士川游を招いた。富士川はそこに「婦人精神文化研究会」を設置した。1925年（大正14年）3月、プラトン社は堂島ビルヂング4階に移転。同年夏、直木は同社を辞して、連合映画芸術家協会を設立した。1924年（大正13年）冬、中山太陽堂本社工場に隣接する南区馬淵町（現在の浪速区恵美須西）にプラトン社専属印刷工場が完成したため、1925年（大正14年）9月上旬にプラトン本社も工場敷地内の仮事務所に移転した。
1926年（大正15年）1月には雑誌『演劇・映画』を創刊したが、同年8月には休刊した。1927年（昭和2年）1月に東京支局を本社へ昇格、旧本社がプラトン支社となる。
1928年（昭和3年）5月、6年間をもって廃業した。

## おもな出版物
- 雑誌『女性』（1922年5月 - 1928年5月）
- 雑誌『苦楽』（1923年12月 - 1928年）
- 雑誌『演劇・映画』（1926年1月 - 同年8月）
- 有島生馬『片方の心』1924年5月20日。doi:10.11501/982206。
- 吉井勇『夜の心』1924年6月25日。doi:10.11501/979492。
- 直木三十三『仇討十種』〈苦楽叢書〉1924年9月20日。doi:10.11501/982524。
- 白井喬二『捕物時代相』〈苦楽叢書〉1924年11月。doi:10.11501/982556。[注釈 3]
- 上野陽一『能率学者の旅日記』1925年6月20日。doi:10.11501/983220。
- 山六郎、山名文夫『女性のカツト』1928年3月30日。doi:10.11501/1185637。
- 三上於菟吉『首都』1928年4月5日。doi:10.11501/1189660。

## デジタルアーカイブ
- 『女性【全号まとめ】』 - 国立国会図書館デジタルコレクション
- 『演劇映画【全号まとめ】』 - 国立国会図書館デジタルコレクション